# Andreas Andreadis
Andreas Andreadis (Corfù, 30 novembre 1876 – Atene, 29 maggio 1935) è stato un economista greco.

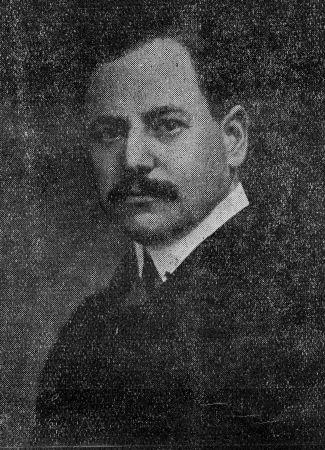
Andreas Andreadis

Insegnò nell'università di Atene e fu studioso dell'età bizantina. Tra le sue opere citiamo la Storia delle finanze greche dai tempi eroici fino all'inizio dell'età greco-macedone (1928).